# أثاناسيا

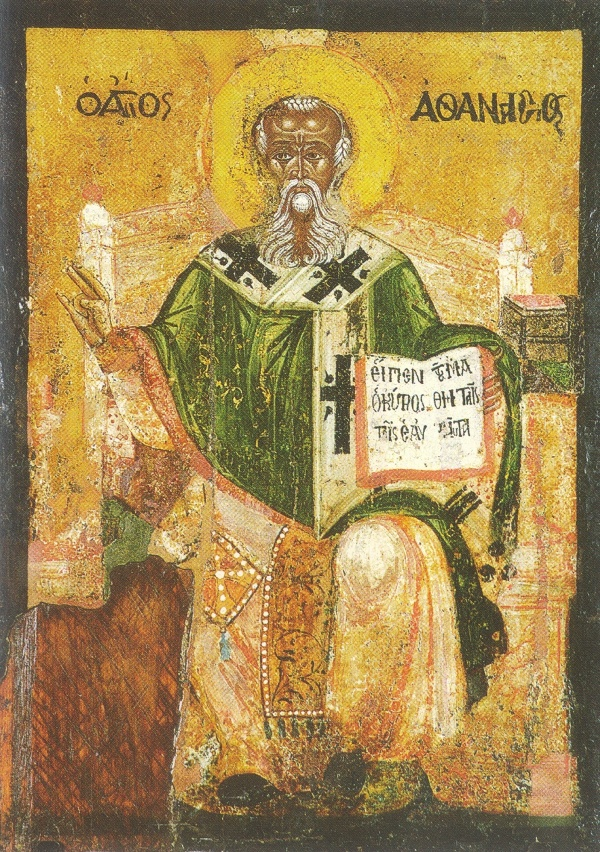
يُعتقد تقليديًا أن أثناسيوس الإسكندري هو مؤلف الأثاناسيا وهو من يمنحه اسمه

الأثاناسيا أو العقيدة الأثَناسيوسية وهو اسمها اللاتيني من أوائلية كلمات تعني «من يرغب» - هي بيان إيماني مسيحي يركز على عقيدة الثالوث علم المسيحية. استخدمته الكنائس المسيحية منذ أوائل القرن السادس وكان أول عقيدة تنص صراحةً على مثلية الجوهر بين أقانيم الثالوث الثلاثة. يختلف عن قانون الإيمان النيقاوي القسطنطيني ومذهب التلاميذ من حيث أنه يتضمن لغة كنسيةً تدين أولئك الذين يختلفون مع عباراته (كما هو الحال مع قانون الإيمان النيقاوي الأصلي).
تقبلها على نطاق واسع المسيحية الغربية مثل الكنيسة الرومانية الكثلية والكنائس اللوثرية (وهي جزء من الطوائف اللوثرية المنصوص عليها في كتاب الوفاق) والكنائس الأنجليكية والكنائس الإصلاحية والكنائس الشعائرية القديمة، وقد استخدمت في العبادة العامة أقل تواترا، باستثناء يوم الأحد الثالوثي. ومع ذلك، يمكن العثور على جزء منه «تأكيدًا معتمدًا للإيمان» في المجلد الرئيسي في شعائر العبادة المشتركة لكنيسة إنجلترا المنشور عام 2000. ومع أنه لم يستخدم في الطقوس الدينية إلا أنه أثر على الفهم البروتستانتي الحالي لعقيدة الثالوث.

## الأصل
في خطبة غريغوريوس النزينزي في مديح أثناسيوس، يوجد إشارة محتملة إلى العقيدة: «فحينما كان جميع من يتعاطفون معنا مقسمين إلى ثلاثة أحزاب، وكثيرون كانوا يترددون في مفهومهم عن الابن، وأكثر من ذلك في مفهومهم عن الروح القدس، (وجهة نظر يمكن أن يكون الخطأ البسيط فيها هو الأرثوذكسية) وقليلون جدًا كانوا صامدين على كلا النقطتين، كان هو الأول والوحيد، أو بموافقة عدد قليل، الذي تجرأ على الاعتراف كتابةً، بوضوح وتميز، بوحدة الألوهية وجوهر الأشخاص الثلاثة، وهكذا وصل في أيام لاحقة، تحت تأثير الإلهام، إلى نفس الإيمان بشأن الروح القدس، كما مُنح في وقت سابق لمعظم الآباء بشأن الابن. هذا الاعتراف، هدية ملكية ورائعة حقًا، قدمها إلى الإمبراطور، معارضًا الابتداع غير المكتوب والرواية المكتوبة للإيمان الأرثوذكسي، بحيث يُهزم الإمبراطور بالإمبراطور، والعقل بالعقل، والرسالة بالرسالة». (الخطبة 21، صفحة 33).
تنسب إحدى روايات القرون الوسطى الفضل إلى أثناسيوس الإسكندري، المدافع الشهير عن اللاهوت النيقاوي، باعتباره مؤلف قانون الإيمان. وفقًا لهذه الرواية، فإن أثناسيوس ألفها أثناء منفاه في روما وقدمها إلى البابا يوليوس الأول كشاهد على أرثوذكسيته. أول من شكك في نسب العقيدة لأثناسيوس كان عالم اللاهوت البروتستانتي الهولندي غيرهارد يوهان فوسيوس في عام 1642.
منذ ذلك الحين، أصبح من المقبول على نطاق واسع من قبل العلماء المعاصرين أن قانون الإيمان لم يكن من تأليف أثناسيوس، وأنه لم يُطلق عليه في الأصل اسم قانون الإيمان على الإطلاق، وأن اسم أثناسيوس لم يكن مرتبطًا به في الأصل. يبدو أن اسم أثناسيوس قد التصق بقانون الإيمان علامة على إعلانه القوي عن الإيمان الثالوثي. يعتمد سبب رفض أثناسيوس كمؤلف عادة على مزيج مما يلي:
1. قانون الإيمان في الأصل مكتوب على الأرجح باللغة اللاتينية، لكن أثناسيوس كتبه باللغة اليونانية.
2. لم يذكر أثناسيوس ولا معاصروه قانون الإيمان قط.
3. لم يرد ذكره في أي سجلات للمجامع المسكونية.
4. يبدو أنه يتناول الاهتمامات اللاهوتية التي تطورت بعد وفاة أثناسيوس (بما في ذلك النبذ).
5. انتشر على نطاق واسع بين المسيحيين الغربيين.[9]

استخدام العقيدة في خطبة من قبل قيصيريوس من آرل، وكذلك التشابه اللاهوتي مع أعمال فينسينت من ليرين، يشير إلى أن أصلها يعود إلى جنوب بلاد الغال. الإطار الزمني الأكثر ترجيحًا هو أواخر القرن الخامس أو أوائل القرن السادس الميلادي، أي بعد 100 عام على الأقل من حياة أثناسيوس. اللاهوت المسيحي للعقيدة متجذر بقوة في التقليد الأوغسطيني ويستخدم المصطلحات الدقيقة لكتاب أوغسطينوس حول الثالوث (نُشر عام 415 م). في أواخر القرن التاسع عشر، كان هناك قدر كبير من التكهنات حول من قد يكون مؤلف العقيدة، مع اقتراحات تشمل أمبروز ميلان، وفينانتيوس فورتوناتوس، وأيلاري أسقف بوتييه.
أدى اكتشاف العمل المفقود لفنسنت الليريني عام 1940، والذي يحمل تشابهًا مذهلًا مع الكثير من لغة العقيدة الأثناسيوسية، إلى استنتاج الكثيرين أن العقيدة نشأت مع فنسنت أو طلابه. على سبيل المثال، في الدراسة الحديثة الموثوقة حول العقيدة، يؤكد جاي. إن. دي. كيلي أن فنسنت ليرين لم يكن مؤلفها، لكنه ربما جاء من نفس البيئة، منطقة ليرين في جنوب بلاد الغال.
يعود تاريخ أقدم المخطوطات الباقية من العقيدة الأثناسيوسية إلى أواخر القرن الثامن.

## المحتوى
ينقسم قانون الإيمان الأثناسيوسي عادة إلى قسمين: الأسطر 1-28 تتناول عقيدة الثالوث، والسطور 29-44 تتناول عقيدة الكرستولوجيا.  بتعداد الأشخاص الثلاثة في الثالوث (الأب، الابن، والروح القدس)، ينسب القسم الأول من العقيدة الصفات الإلهية لكل منهم على حدة. وهكذا، يُوصف كل شخص من الثالوث بأنه غير مخلوق، وغير محدود، وأبدي، وقادر على كل شيء.
بينما ينسب الصفات الإلهية والألوهية لكل شخص من الثالوث، متجنبًا بذلك التبعية، والنصف الأول من العقيدة الأثناسيوسية يشدد أيضًا على وحدة الأشخاص الثلاثة في الألوهية الواحدة، متجنبًا بذلك لاهوت التثليث.
نص قانون الإيمان الأثناسيوسى هو كالآتي:
| باللاتينية | الترجمة بالعربية |
| --- | --- |
| Quicumque vult salvus esse, ante omnia opus est, ut teneat Catholicam fidem: Quam nisi quisque integram inviolatamque servaverit, absque dubio in aeternum peribit. Fides autem Catholica haec est: ut unum Deum in Trinitate, et Trinitatem in unitate veneremur. Neque confundentes personas, neque substantiam separantes. Alia est enim persona Patris alia Filii, alia Spiritus Sancti: Sed Patris, et Filii, et Spiritus Sancti una est divinitas, aequalis gloria, coeterna maiestas. Qualis Pater, talis Filius, talis [et] Spiritus Sanctus. Increatus Pater, increatus Filius, increatus [et] Spiritus Sanctus. Immensus Pater, immensus Filius, immensus [et] Spiritus Sanctus. Aeternus Pater, aeternus Filius, aeternus [et] Spiritus Sanctus. Et tamen non tres aeterni, sed unus aeternus. Sicut non tres increati, nec tres immensi, sed unus increatus, et unus immensus. Similiter omnipotens Pater, omnipotens Filius, omnipotens [et] Spiritus Sanctus. Et tamen non tres omnipotentes, sed unus omnipotens. Ita Deus Pater, Deus Filius, Deus [et] Spiritus Sanctus. Et tamen non tres dii, sed unus est Deus. Ita Dominus Pater, Dominus Filius, Dominus [et] Spiritus Sanctus. Et tamen non tres Domini, sed unus [est] Dominus. Quia, sicut singillatim unamquamque personam Deum ac Dominum confiteri christiana veritate compellimur: Ita tres Deos aut [tres] Dominos dicere Catholica religione prohibemur. Pater a nullo est factus: nec creatus, nec genitus. Filius a Patre solo est: non factus, nec creatus, sed genitus. Spiritus Sanctus a Patre et Filio: non factus, nec creatus, nec genitus, sed procedens. Unus ergo Pater, non tres Patres: unus Filius, non tres Filii: unus Spiritus Sanctus, non tres Spiritus Sancti. Et in hac Trinitate nihil prius aut posterius, nihil maius aut minus: Sed totae tres personae coaeternae sibi sunt et coaequales. Ita, ut per omnia, sicut iam supra dictum est, et unitas in Trinitate, et Trinitas in unitate veneranda sit. Qui vult ergo salvus esse, ita de Trinitate sentiat. Sed necessarium est ad aeternam salutem, ut incarnationem quoque Domini nostri Iesu Christi fideliter credat. Est ergo fides recta ut credamus et confiteamur, quia Dominus noster Iesus Christus, Dei Filius, Deus [pariter] et homo est. Deus [est] ex substantia Patris ante saecula genitus: et homo est ex substantia matris in saeculo natus. Perfectus Deus, perfectus homo: ex anima rationali et humana carne subsistens. Aequalis Patri secundum divinitatem: minor Patre secundum humanitatem. Qui licet Deus sit et homo, non duo tamen, sed unus est Christus. Unus autem non conversione divinitatis in carnem, sed assumptione humanitatis in Deum. Unus omnino, non confusione substantiae, sed unitate personae. Nam sicut anima rationalis et caro unus est homo: ita Deus et homo unus est Christus. Qui passus est pro salute nostra: descendit ad inferos: tertia die resurrexit a mortuis. Ascendit ad [in] caelos, sedet ad dexteram [Dei] Patris [omnipotentis]. Inde venturus [est] judicare vivos et mortuos. Ad cujus adventum omnes homines resurgere habent cum corporibus suis; Et reddituri sunt de factis propriis rationem. Et qui bona egerunt, ibunt in vitam aeternam: qui vero mala, in ignem aeternum. Haec est fides Catholica, quam nisi quisque fideliter firmiterque crediderit, salvus esse non poterit. | من أراد الخلاص، ينبغي له قبل كل شيء أن يتمسك بالإيمان الكاثوليكي. والذي ما لم يحفظه الجميع كاملًا من غير نجاسة، فبلا شك سيهلك إلى الأبد. والإيمان الكاثوليكي هو هذا: أننا نعبد إلهًا واحدًا في الثالوث، والثالوث في الواحد، دون أن نخلط الأشخاص، ولا أن نقسم الجوهر. لأن هناك شخصًا واحدًا للأب، وآخر للابن، وآخر للروح القدس. لكن ألوهية الأب، والابن، والروح القدس هي واحدة، فالمجد متساوٍ، والجلالة أبدية. مثل الأب، هكذا الابن، وهكذا الروح القدس. لم يخلق أحد الأب والابن والروح القدس. الأب لا محدود، الابن لا محدود، والروح القدس لا محدود. الأب أبدي، والابن أبدي، والروح القدس أبدية. ومع ذلك، ليسوا ثلاثة أبديين، بل واحد أبدي. كما أنهم ليسوا ثلاثة غير مخلوقين، ولا ثلاثة غير محدودين، بل واحد غير مخلوق وواحد لا محدود. كذلك الأب قدير، والابن قدير، والروح القدس قديرة. ومع ذلك، ليسوا ثلاثة قديرين، بل واحد قدير. كذلك الأب إله، والابن إله، والروح القدس إله. ومع ذلك، ليسوا ثلاثة آلهة، بل إله واحد. كذلك الأب رب، الابن رب، والروح القدس رب. ومع ذلك، ليسوا ثلاثة أرباب، بل رب واحد. كما أن الحقيقة المسيحية تجبرنا على الاعتراف بأن كل شخص بنفسه هو الله والرب، كذلك يمنعنا الدين الكاثوليكي أن نقول: هناك ثلاثة آلهة، أو ثلاثة أرباب. الأب لم يُصنع من أحد، ولا مخلوق، ولا مولود. الابن من الأب وحده، ليس مصنوعًا، ولا مخلوقًا، بل مولودًا. الروح القدس من الأب والابن، ليس مصنوعًا، ولا مخلوقًا، ولا مولودًا، بل منبثقًا. فإذًا، هناك أب واحد، لا ثلاثة آباء، ابن واحد، لا ثلاثة أبناء، روح قدس واحد، لا ثلاثة أرواح قدس. وفي هذا الثالوث، لا أحد قبل أو بعد الآخر، لا أحد أعظم أو أقل من الآخر. لكن جميع الأشخاص الثلاثة هم معًا أبديون ومتساوون. لذلك، في كل شيء، كما قيل من قبل، يجب أن نعبد الوحدة في الثالوث، والثالوث في الوحدة. من ثم، من يريد الخلاص، عليه أن يفكر في الثالوث بهذه الطريقة. علاوة على ذلك، من الضروري للخلاص الأبدي، أن يؤمن أيضًا بإخلاص بتجسد ربنا يسوع المسيح. لأن الإيمان الصحيح هو، أن نؤمن ونعترف، بأن ربنا يسوع المسيح، ابن الله، هو إله وإنسان، إله، من جوهر الأب، مولود قبل كل العوالم، وإنسان، من جوهر أمه، مولود في العالم. إله كامل، وإنسان كامل، ذو نفس عاقلة وجسد بشري قائم. مساوٍ للأب في الألوهية، وأدنى من الأب في البشرية. الذي على الرغم من أنه إله وإنسان، لكنه ليس اثنين، بل مسيح واحد. واحد، ليس بتحويل الألوهية إلى جسد، بل بافتراض البشرية في الله. واحد تمامًا، ليس بخلط الجوهر، بل بوحدة الشخص. كما أن النفس العاقلة والجسد هما إنسان واحد، هكذا الله والإنسان هما مسيح واحد، الذي تألم لأجل خلاصنا، نزل إلى الجحيم، قام في اليوم الثالث من بين الأموات. صعد إلى السماء، وجلس عن يمين الله الأب القدير، ومن هناك سيأتي ليدين الأحياء والأموات. عند مجيئه سيقوم جميع الناس بأجسادهم، وسيعطون حسابًا عن أعمالهم. والذين عملوا خيرًا سيدخلون الحياة الأبدية، والذين عملوا شرًا سيدخلون النار الأبدية. هذا هو الإيمان الكاثوليكي، الذي إن لم يؤمن به الإنسان بحق وثبات، لن يتمكن من الخلاص. |